# Batalha de Goma (2012)
A Batalha de Goma, que ocorreu ao redor da cidade de Goma, na região de Quivu do Norte, na República Democrática do Congo (ou Congo-Quinxassa), terminou em 1 de dezembro de 2012 após a retirada dos rebeldes do Movimento 23 de Março (M23).
Em 15 de novembro de 2012, após vários meses de confronto ao norte de Goma, os combates recomeçaram entre as Forças Armadas da República Democrática do Congo (FARDC) e o M23. Em 20 de novembro de 2012, rebeldes do M23 tomaram a cidade de Goma e seus arredores. Cerca de 350 soldados foram feitos prisioneiros. As forças de paz da Missão das Nações Unidas na República Democrática do Congo (MONUSCO) permaneceram neutras.

## Contexto
O primeiro conflito da Guerra do Quivu viu as forças regulares do exército da República Democrática do Congo enfrentarem, de 2004 a 2009, uma rebelião de soldados dissidentes liderada por Laurent Nkunda, depois contra o Congresso Nacional para a Defesa do Povo (CNDP), um grupo político-militar criado por Nkunda em 2006. Já durante este conflito, em 2008, Goma e seus arredores foram alvo de combates violentos. Um acordo de paz concluído em 23 de março de 2009 entre o CNDP e o governo quinxassa-congolês previa a libertação de prisioneiros, a transformação do CNDP em um partido político e o regresso de refugiados de países limítrofes com o Congo-Quinxassa, a integração de membros civis do CNDP nas instituições governamentais, bem como a integração dos combatentes do CNDP nas Forças Armadas da República Democrática do Congo (FARDC). No entanto, os antigos militares do CNDP tornariam-se suspeitos de abusarem da sua posição no exército para controlar o tráfico de minerais, o que leva o governo quinxassa-congolês a transferir seus soldados para outras regiões do Congo-Quinxassa. Acreditando que isso violava os acordos de 29 de março de 2009, os soldados do CNDP se amotinaram em abril de 2012, e em 6 de maio de 2012, os amotinados liderados pelo Coronel Sultani Makenga criaram o M23, em referência à data do acordo.

## Batalha
Em 15 de novembro de 2012, após uma trégua de vários meses, os combates recomeçaram entre os rebeldes do M23 e as Forças Armadas da República Democrática do Congo (FARDC) em Quivu do Norte, em torno de Kibumba, uma localidade que caiu nas mãos dos rebeldes em 17 de novembro. Em 18 de novembro, os rebeldes continuaram seu avanço e se encontraram às portas de Goma.
Em 20 de novembro de 2012, após dois dias de combates e fraca resistência do exército quinxassa-congolês, o M23 assumiu o controle de Goma, e as FARDC derrotadas recuaram para Sake. Em 21 de novembro, as forças armadas do M23 continuaram seu avanço e tomaram o controle de Sake sem encontrar qualquer resistência, tendo as forças quinxassa-congolesas deixado a cidade na noite anterior à ofensiva do M23. No dia seguinte, 22 de novembro, uma contra-ofensiva das FARDC, apoiadas por uma milícia Mai-Mai local, a Aliança de Patriotas por um Congo Livre e Soberano (APCLS), desalojou os rebeldes de Sake. Anunciada às pressas pelo Ministro da Informação Lambert Mende Omalanga como estando novamente sob o controle das forças congolesas, Sake foi submetida nas horas seguintes a novos combates entre os rebeldes e as forças  lealistas. No final dos combates, o M23 retomou a posse da cidade, forçando as tropas  lealistas a recuar para o sul, em direção a Minova, onde o exército quinxassa-congolês havia se reagrupado após deixar Goma, com o objetivo de se reestruturar. Os rebeldes exigem negociação direta com o Presidente Kabila para restaurar a paz no Congo-Quinxassa.
Em 24 de novembro, nos termos da mediação dos países dos Grandes Lagos reunidos em Campala, os líderes do M23 concordaram em se retirar da região em troca da abertura de negociações com as autoridades quinxassa-congolesas. Segundo o acordo, o M23 deve recuar pelo menos 20 quilômetros de Goma. Em 30 de novembro, mil milicianos do M23 deixaram Sake. No mesmo dia, em Goma, quase 300 policiais foram enviados de Bucavu, com a missão de proteger a cidade após a retirada do M23. Em 1 de dezembro, os rebeldes do M23 deixaram a cidade de Goma, rumo às posições que ocupavam no território de Rutshuru antes da captura de Goma.

## Consequências humanitárias
Esses combates fizeram com que milhares de civis fugissem para o campo de refugiados de Mugunga, perto de Goma, bem como para Ruanda, elevando o número de deslocados no leste da RDC para 2,4 milhões de pessoas.